# جون هال
جون هال (بالإنجليزية: John Hall)‏ (23 أكتوبر 1994 بأديلايد في أستراليا - ) هو لاعب كرة قدم أسترالي في مركز حراسة المرمى. شارك مع منتخب أستراليا الوطني لكرة القدم تحت 23 سنة. أما مع النوادي، فقد لعب مع كامبرلاند يونايتد.

## وصلات خارجية
- جون هال على موقع قاعدة بيانات كرة القدم.إي يو (الإنجليزية)
- جون هال على موقع Soccerway.com (الإنجليزية)